# アラン・ワイズマン

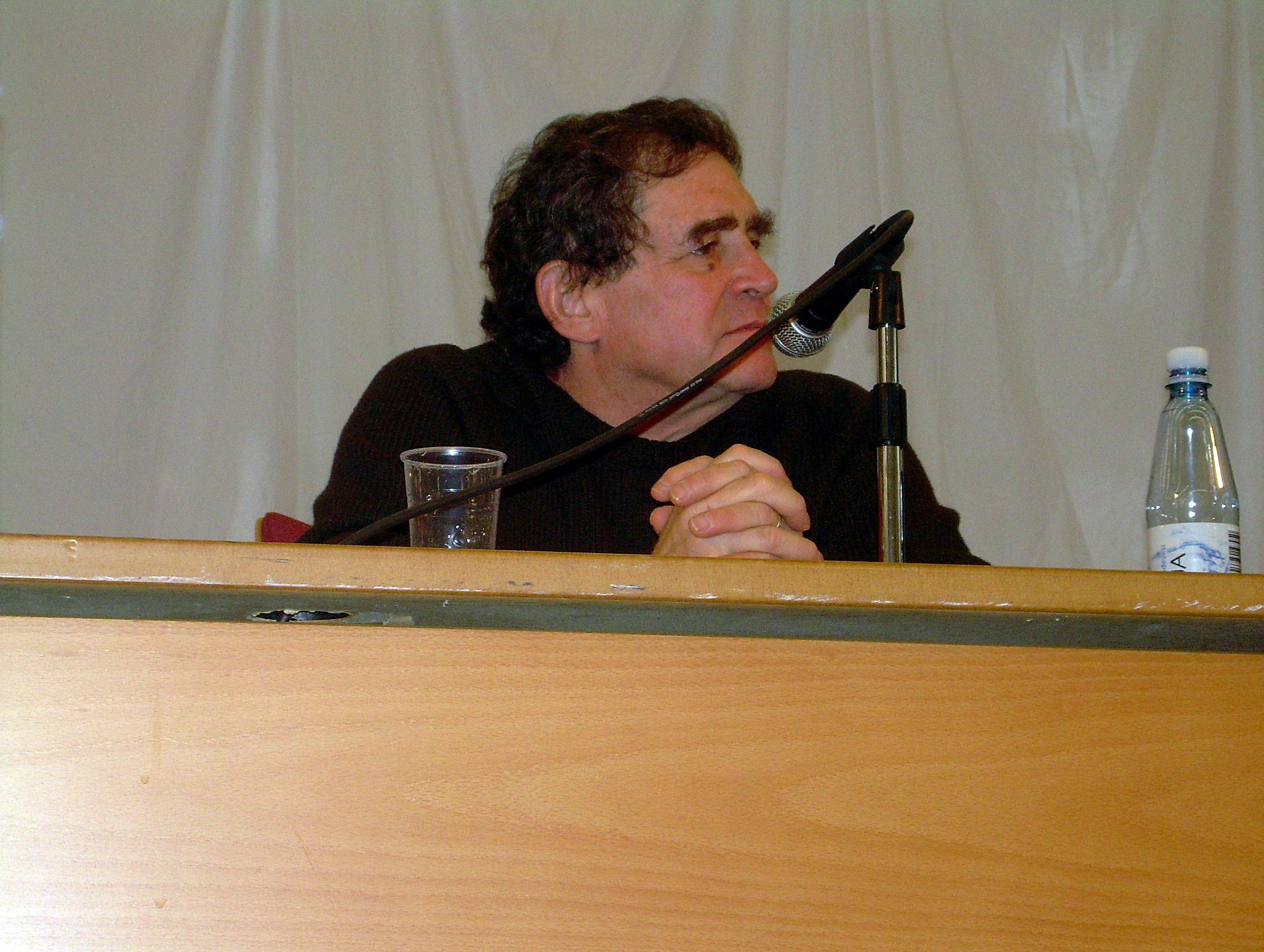
アラン・ワイズマン

アラン・ワイズマン(1947年3月24日 - )は、アメリカ合衆国ミネソタ州ミネアポリス生まれのジャーナリスト。数多くの新聞・雑誌に寄稿し、アリゾナ大学で国際ジャーナリズム学を教えるほか、ホームランズ・プロダクションでラジオドキュメンタリーの制作を手がけている。

## 概要
- 現在はマサチューセッツ州に住んでいて彫刻家の妻がいる。
- 5冊の著作を持つなど出版もしている[3]。

## 著書
- LA Frontera: The United States Border With Mexico 1986
- Gaviotas: A Village to Reinvent the World 1998
  - 高里ひろ 訳『奇跡のエコ集落 ガビオタス』早川書房、2008年12月18日。ISBN 978-4-15-208989-2。
- An Echo in My Blood: The Search for My Family's Hidden Past 1999
- The World Without Us 2007
  - 鬼澤忍 訳『人類が消えた世界』早川書房、2008年5月9日。ISBN 978-4-15-208918-2。
  - 鬼澤忍 訳『人類が消えた世界』早川書房〈ハヤカワ文庫NF〉、2009年7月5日。ISBN 978-4-15-050352-9。
- Countdown: Our Last, Best Hope for a Future on Earth? 2013
  - 鬼澤忍 訳『滅亡へのカウントダウン 人口大爆発とわれわれの未来』 上、早川書房、2013年12月19日。ISBN 978-4-15-209425-4。
鬼澤忍 訳『滅亡へのカウントダウン 人口大爆発とわれわれの未来』 下、早川書房、2013年12月19日。ISBN 978-4-15-209426-1。
  - 鬼澤忍 訳『滅亡へのカウントダウン 人口危機と地球の未来』 上、早川書房〈ハヤカワ文庫NF〉、2017年5月9日。ISBN 978-4-15-050497-7。
鬼澤忍 訳『滅亡へのカウントダウン 人口危機と地球の未来』 下、早川書房〈ハヤカワ文庫NF〉、2017年5月9日。ISBN 978-4-15-050498-4。

## 備考
- 1.著作の一つである「人類が消えた世界」は増版されるなど話題を呼んだ。キャッチコピーは「人類消滅後―私たちの家や町は、地球はどうなるのか？」。また、この著作をモデルにしたシミュレーション映像も製作されている。

- 2.（1）の前にコロンビアでの自給自足の集落について書かれたGaviotasも発売予定。